# Вицарис, Иоаннис
Иоаннис Вицарис  (греч.  Ιωάννης Βιτσάρης  Афины, 1844, Греция — 1892, там же) — греческий скульптор второй половины XIX века.

## Биография
Вицарис родился в Афинах в семье коренных афинян. Является потомком старинного рода Вуцарас (Βουτσαράς). В силу своей образованности и во избежание вульгарной игры с его фамилией при замене первой буквы на П (Πουτσαράς — мужчина с большим членом), сменил её на Вицарис. Учился скульптуре в Афинской школе изящных искусств с 1861 по 1864 год у Георгия Фиталиса, а также работал в мастерской своего учителя. Получив государственную стипендию, отправился в Мюнхен продолжить учёбу в Мюнхенской академии, где учился живописи у Вильгельма фон Каульбаха и скульптуре у Max von Widnmann. Окончил академию с отличием в 1871 году.
Вернувшись в Афины, создал мастерскую скульптуры, напротив храма Живоносного Источника. Выполнил часть скульптурных декораций Афинской академии.
Вицарис принял участие в групповых выставках в Греции и за рубежом, включая выставки «Олимпия» 1875 и 1888 годов и Международную Венскую выставку 1875 года. В 1878 году получил на конкурсе в Германии первый приз за работу «Евриклея опознаёт Одиссея».
Вицарис был одинокой и меланхолической натурой и был полностью посвящён своей работе. После тяжёлой болезни умер 13 декабря 1892 года.

## Работы

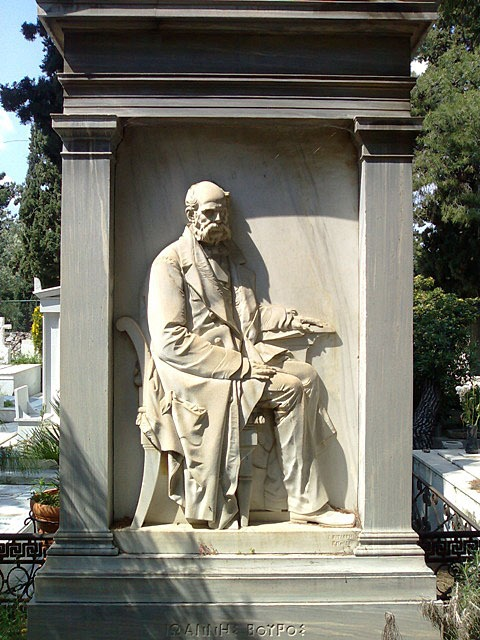
Надгробный памятник врача и профессора университета Иоанниса Вуроса.

Иоаннис Вицарис принадлежит к поколению скульпторов, которые стали отходить от строгих рамок классицизма и стали вносить в свои работы элементы реализма. В период своей учёбы, Вицарис был обращён к тематике мифологического содержания, которая соответствовала духу классицизма. С 1871 года, после возвращения в Грецию, наблюдается его поворот к реализму, который заметен как в выборе тематики так и в стиле. Скульптор ваял в основном надгробные памятники и бюсты, рельефы, декоративные композиции и скульптуры, которые сочетали идеалистические формы и формы классицизма с характеристиками реализма.
Хотя по причине своей короткой жизни Вицарис не оставил после себя много работ, его работы считаются этапом в возрождении греческой скульптуры, принеся с собой элементы западной эстетики в дополнение к древним греческим скульптурам. В 1875 году ему было поручено расположить древние скульптуры в восточном крыле Национального археологического музея, но вскоре Вицарис оставил музей, из-за разногласий в вопросе освещения скульптур.
Среди его работ числятся бюсты:
- Антония Пападакиса, мецената Национального университета,
- Стефаноса Куманудиса,
- профессора Георгия Василиу.

По возвращении из Германии, Вицарис был осуждён критиками за внесённое им новаторство. В частности, критике подверглась его скульптура «Сидящий араб». Эта работа подверглась критике как недостойная западной цивилизации. Одновременно жюри художественной выставки «Олимпия» 1875 года лишь упоминает эту работу, характеризуя её «неудачной». Однако когда Вицарис выставил скульптуру, в том же году, в Вене, она была награждена. Много работ скульптора находятся на Первом афинском кладбище. Среди них надгробный памятник Николаоса Кумелиса, барельеф Софии Халми (Обручённая с розой), памятник семьи Симонопулоса, памятник мецената Афинского университета Павлопулос и рельеф «Справедливость». Композиция «Борец спасающий деву от пантеры» была куплена королевой Греции.